# Tomasz Kiesewetter

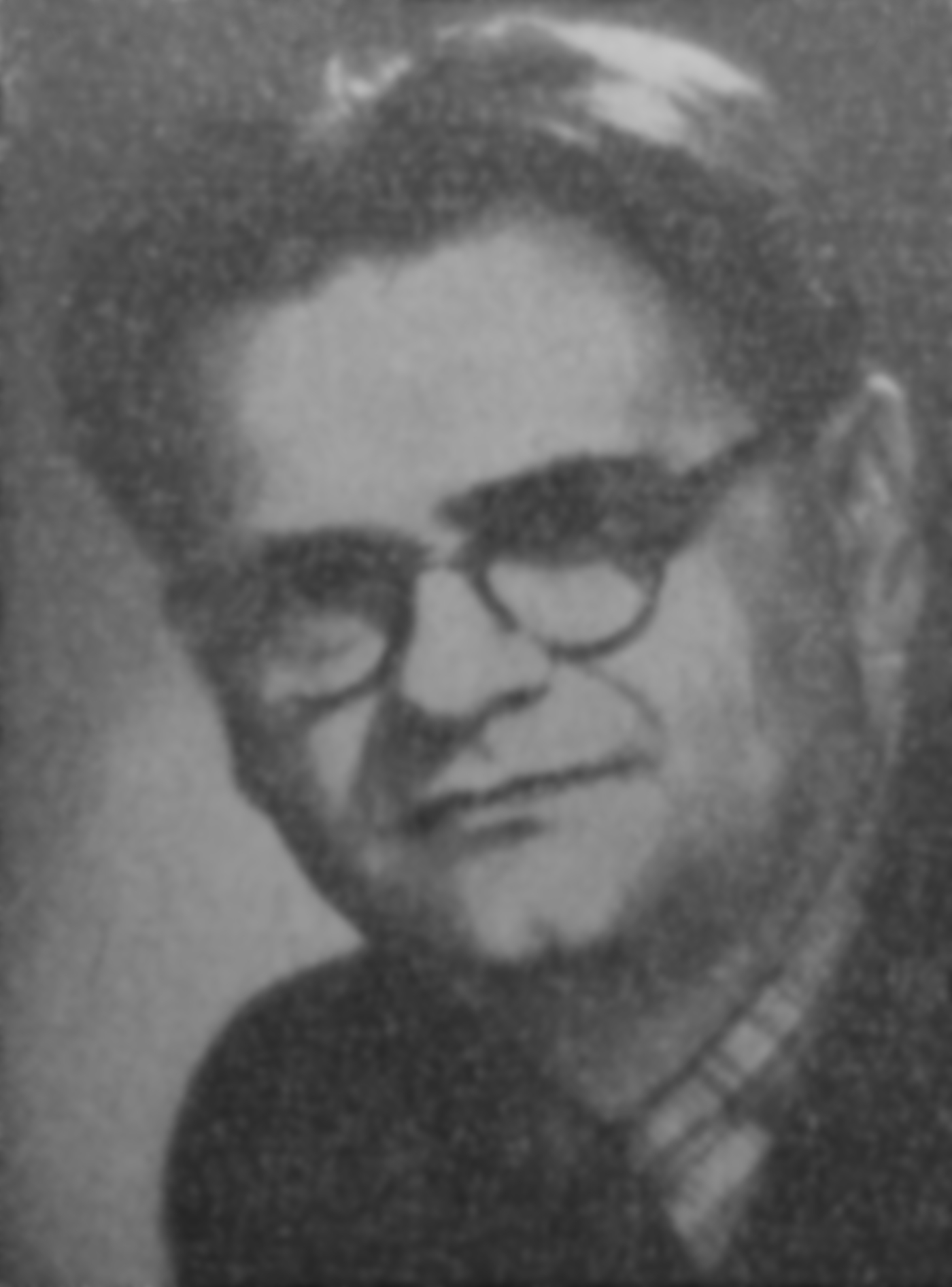
Tomasz Kiesewetter

Tomasz Kiesewetter (* 8. September 1911 in Sosnowiec; † 29. November 1992 in Łódź) war ein polnischer Komponist, Dirigent und Musikpädagoge.
Kiesewetter studierte bis 1936 am Warschauer Konservatorium Komposition bei Piotr Rytel, Klavier bei Walerian Bierdiajew und Dirigieren bei Margerita Trombini-Kazuro. Anschließend war er bis 1938 Assistent von Bierdiajew. 1938 absolvierte er einen Dirigierkurs am Mozarteum in Salzburg. 1938–39 war er Leiter des Stanisław-Moniuszko-Chores. Als Dirigent sinfonischer Konzerte trat er in Warschau, Krakau, Vilnius, Berlin und Stockholm auf.
Während der Zeit der deutschen Besatzung engagierte sich Kiesewetter in der polnischen Widerstandsbewegung. Nach dem Krieg lehrte er am Staatlichen Musikkonservatorium Łódź und unterrichtete dort ab 1959 als Professor Komposition, Dirigieren, Orchestration und Partiturlesen. Daneben dirigierte er von 1945 bis 1970 das Sinfonie- und das Rundfunkorchester Łódź sowie das Studentenorchester des Konservatoriums und war Vorsitzender der Niederlassung Łódź des polnischen Komponistenverbandes.
Mit seinen Kompositionen war Kiesewetter Preisträger mehrerer Musikfestivals. 1954 erhielt er das Goldene Verdienstkreuz der Republik Polen, 1964 das Offizierskreuz des Orden Polonia Restituta und 1985 das Banner der Arbeit Erster Klasse.

## Werke
- Menuetto für kleines Sinfonieorchester (1933)
- Kwartet smyczkowy nr 1 D-Dur (1933)
- Fugi für Orgel (1934)
- Concerto grosso für Orchester (1934)
- Tempo di marcia für Sinfonieorchester (1934)
- Przygody żeglarza Sindbada, sinfonische Dichtung (1936)
- Stabat Mater, Oratorium für Sopran, Frauenchor und Orgel (1944)
- Suita nr 1 „Tańce polskie“, Version 1 für Sinfonieorchester (1947)
- Symfonia nr 1 B-Dur (1948)
- Trzy pieśni w stylu ludowym für Stimme und Klavier (1949)
- Krzesany w stylu góralskim für Orchester (1949)
- Walc für Orchester (1949)
- Koncert für Viola und Orchester D-Dur (1950)
- Suita nr 2 „Suita taneczna“ für Sinfonieorchester (1950)
- Suita nr 3 „Suita w stylu dawnych baletów“ für kleines Sinfonieorchester (1951)
- Kwintet für Blasinstrumente B-Dur (1951)
- Uwertura olimpijska für Orchester (1952)
- Symfonia nr 2 D-dur (1952)
- Suita nr 1 „Tańce polskie“ Version 2 für großes Blasorchester (1952)
- Trzy mazurki für Klavier (1953)
- Suita nr 4 „Notatki z podróży“ für Orchester na orkiestrę (1953)
- Kwartet smyczkowy nr 2 C-dur (1953)
- Stańczyk (Królewski błazen), Ballett (1954)
- Igraszki z diabłem, Polka für kleines Sinfonieorchester (1955)
- Suita nr 1 „Tańce polskie“ Version 3 für Mandolinenorchester (1955)
- Wesoły tramwajarz, Galopp für Orchester (1957)
- Symfonia nr 3 (1958)
- Sonatina für Klavier (1959)
- Espana für Klavier und Sinfonieorchester (1960)
- Caballero, ole! für Sinfonieorchester (1960)
- Suita nr 5 „Zagłoba Swatem“ für Orchester (1961)
- Koncert „w dawnym stylu“ für Orgel und Streichorchester (1961)
- Bal samotnych, Operette (1963)
- Porwanie, Musiktheater im alten Stil nach Balladen von Antoni Edward Odyniec (1964)
- Suita nr 6 „Cyrk“ für großes Sinfonieorchester (1966)
- Bajka o żołnierzu tułaczu, Ouvertüre für Blasorchester (1967)
- Tryptyk für Bariton oder mittlere Stimme und Orchester oder Klavier (1968)
- Sonatina für Klarinette und Klavier (1968)
- Baśń o szklanej górze, Ouvertüre für vier Akkordeons, Kontrabass und Perkussion (1968)
- Siedem strof o słowikach für gemischten Chor (1968)
- Orkiestro, zaśpiewaj o sobie, Kantate für Solisten, gemischten Chor und großes Sinfonieorchester (1969)
- L’Improvisatione für Harfe (1970)
- Nokturn für großes Blasorchester (1970)
- Opowieść o dziurawym bębnie, Ouvertüre für Orchester (1971)
- Koncert organowy nr 2 (1979)
- Messa a quatro tromboni (1984)
- „Mozartowski“, Cellokonzert (1991)
- Preludium i toccata C-dur für Orgel (1991)
- Suite des danses excentriques für zwei Klaviere (1992)